# Max Bruch
Max Bruch (n. 6 ianuarie 1838, Köln, Regatul Prusiei – d. 2 octombrie 1920, Friedenau⁠(d), Statul Liber Prusia⁠(d), Republica de la Weimar) cunoscut și sub numele de Max Christian Friedrich Bruch, a fost un dirijor și compozitor romantic german, autorul a peste 200 de lucrări, dintre care 3 concerte pentru vioară, primul dintre acestea devenind o lucrare de referință a repertoriului de vioară.
A predat timp de 20 de ani la Academia din Berlin. A fost cunoscut în special pentru piesele corale religioase și laice, Odysseus (1872) și Das Lied vom der Glocke (1879).